# Vēl Pāri
 (mai 2021).
La mise en forme du texte ne suit pas les recommandations de Wikipédia : il faut le « wikifier ».
Les points d'amélioration suivants sont les cas les plus fréquents :
- Les titres sont pré-formatés par le logiciel. Ils ne sont ni en capitales, ni en gras.
- Le texte ne doit pas être écrit en capitales (les noms de famille non plus), ni en gras, ni en italique, ni en « petit »…
- Le gras n'est utilisé que pour surligner le titre de l'article dans l'introduction, une seule fois.
- L'italique est rarement utilisé : mots en langue étrangère, titres d'œuvres, noms de bateaux, etc.
- Les citations ne sont pas en italique mais en corps de texte normal. Elles sont entourées par des guillemets français : « et ».
- Les listes à puces sont à éviter, des paragraphes rédigés étant largement préférés. Les tableaux sont à réserver à la présentation de données structurées (résultats, etc.).
- Les appels de note de bas de page (petits chiffres en exposant, introduits par l'outil «  Source ») sont à placer entre la fin de phrase et le point final[comme ça].
- Les liens internes (vers d'autres articles de Wikipédia) sont à choisir avec parcimonie. Créez des liens vers des articles approfondissant le sujet. Les termes génériques sans rapport avec le sujet sont à éviter, ainsi que les répétitions de liens vers un même terme.
- Les liens externes sont à placer uniquement dans une section « Liens externes », à la fin de l'article. Ces liens sont à choisir avec parcimonie suivant les règles définies. Si un lien sert de source à l'article, son insertion dans le texte est à faire par les notes de bas de page.
- La présentation des références doit suivre les conventions bibliographiques. Il est recommandé d'utiliser les modèles {{Ouvrage}}, {{Chapitre}}, {{Article}}, {{Lien web}} et/ou {{Bibliographie}}. Le mode d'édition visuel peut mettre en forme automatiquement les références.
- Insérer une infobox (cadre d'informations à droite) n'est pas obligatoire pour parachever la mise en page.

Pour une aide détaillée, merci de consulter Aide:Wikification.
Si vous pensez que ces points ont été résolus, vous pouvez retirer ce bandeau et améliorer la mise en forme d'un autre article.
 (mai 2021).

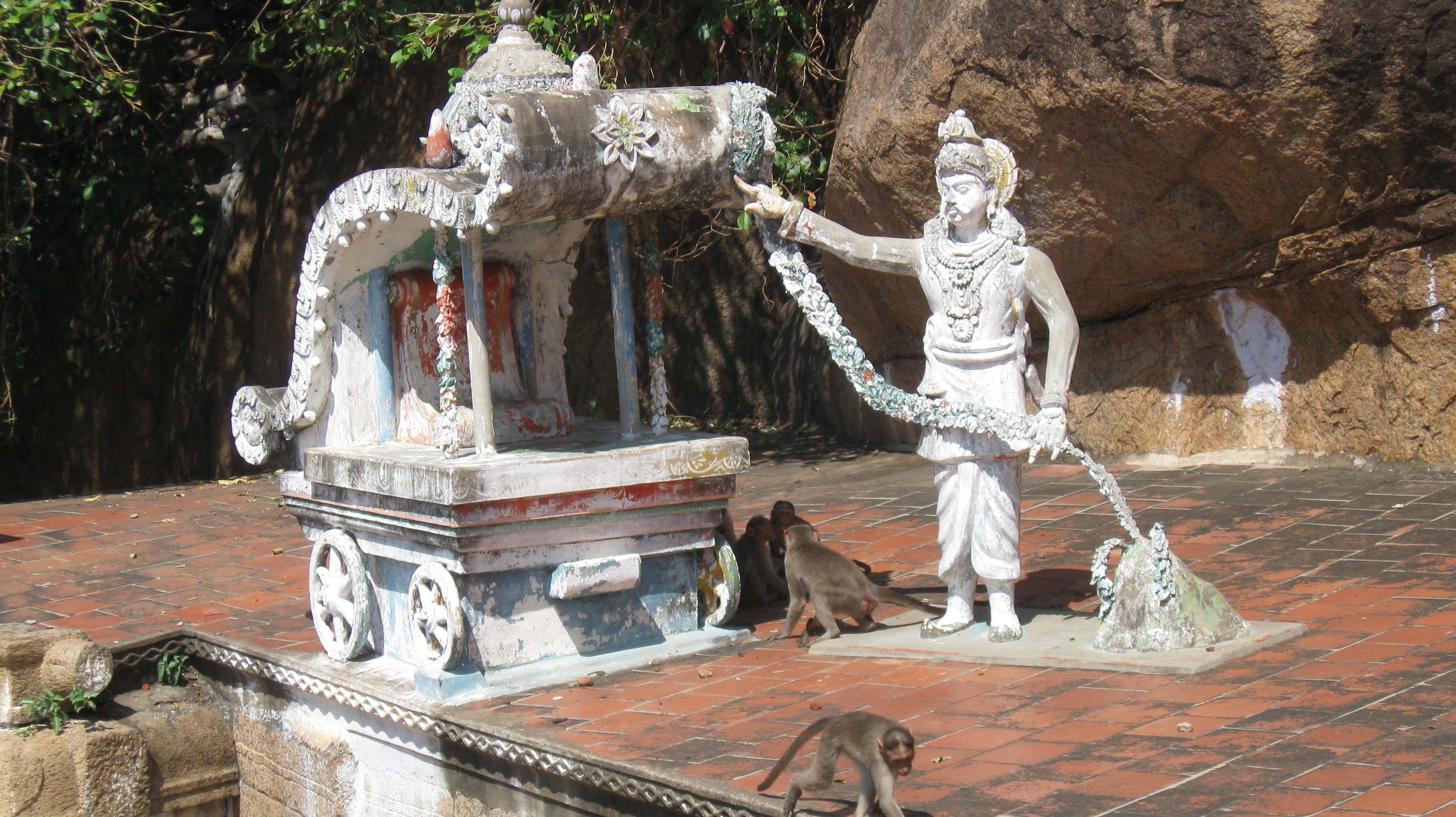
Une statue de Paari donnant son char à une plante grimpante

Vēl Pāri (tamoul : வேல் பாரி) était un dirigeant de la lignée Vēḷir, qui dirigeait Parambu nādu et les régions environnantes dans l'ancien Tamilakam vers la fin de l'ère Sangam. Le nom est souvent utilisé pour décrire le plus célèbre d'entre eux, qui était le patron et l'ami du poète Kapilar et est loué pour sa bienveillance, son patronage de l'art et de la littérature. Il est connu comme l'un des Kadai ēzhu vallal (signifiant littéralement, les sept derniers grands mécènes) de la littérature tamoule.

## Ascension et règle
Pāri est décrit comme le maître du pays montagneux de Parambu nādu et domine plus de 300 villages prospères. Pari patronnait diverses formes d'art, de littérature et les bardes envahissaient sa cour. Parambu nadu se composait de parties du Tamil Nadu et du Kerala modernes s'étendant de Piranmalai dans le district de Sivaganga, Tamil Nadu à Nedungadi dans le district de Palakkad, Kerala. Son favori était le poète Kapilar qui était son ami proche et compagnon de toujours. De Purananuru, chanson 107 de Kapilar :

« Encore et encore, ils crient son nom : « Pāri ! Pāri ! » C'est ainsi que les poètes aux langues habiles louent tous un seul homme. 
 Pourtant Pāri n'est pas seul : il y a aussi la pluie pour nourrir cette terre. »

Pāri a été noté dans la dernière ère Sangam pour sa générosité et était populaire parmi les Kadai Ezhu Vallalgal (sept derniers clients). La renommée de Pāri est décrite dans la littérature Sangam comme "முல்லைக்கு தேர் கொடுத்தான் பாரி" (Celui qui a donné son char à une plante grimpante). Il était si généreux qu'il a donné son char à une plante grimpante quand il a vu qu'elle avait du mal à pousser sans un support approprié.

## Siège et mort
Les trois rois tamouls couronnés Cheras, Cholas et Pandyas ont étendu leurs royaumes sans pitié et ont tourné leur attention vers les rois Vēḷir indépendants, les transformant ainsi en subordonnés ou les éliminant et assimilant leurs royaumes. Ils ont assiégé le pays fortement fortifié de Parambu, mais Vēḷ Pāri a refusé de céder et la guerre a traîné pendant des années. Kabilar s'est approché des rois et leur a demandé de revenir en arrière décrivant son patron Pari comme un guerrier invincible (extrait de Purananuru : chanson 109):

« Vous pensez peut-être que la montagne de Pāri est facile à conquérir. Même si vous trois, avec vos gigantesques tambours royaux, l'assiégiez. Comme le ciel est sa montagne. Comme les étoiles dans le ciel sont ses sources. Même si vos éléphants sont attachés à chaque arbre, vos chars se répandent dans tous les champs, vous ne le prendrez pas en combattant. Il ne l'abandonnera pas par l'épée. Mais ici: je sais comment vous pouvez le gagner. Si vous jouez de petits luths, leurs cordes de ficelle frottée, que vos danseuses viennent derrière avec des cheveux épais et parfumés, et que vous allez le voir danser et chanter, il vous donnera sa montagne et toute sa terre. »

Après une longue guerre, Vēḷ Pāri a été tué par trahison Purananuru, chanson (112) des filles de Pāri à sa mort:

« Ce jour-là, dans ce clair de lune blanc, nous avons eu notre père, et personne ne pouvait prendre la colline. Ce jour-là, dans ce clair de lune blanc, des rois aux tambours battant la victoire ont pris le contrôle de notre colline, et nous n'avons pas de père. »

## Famille et succession
Pāri et sa femme Aadhini ont eu deux filles, Angavai et Sangavai. Kapilar est devenu leur tuteur après la mort de Pari et les trois ont quitté le pays de Parambu. Kapilar s'approche sans succès de différents rois Vēlir pour trouver des mariés. Plus tard, Kapilar s'est suicidé par le vadakirrutal, l'une des façons tamoules de se suicider. Plus tard, le poète Auvaiyar prend soin d'eux et les marie avec succès à un autre roi Malaiyamaan Kaari.

## Héritage
Pariyur («lieu de Pāri») ou Parapuri près de Gobichettipalayam au Tamil Nadu est nommé d'après Pāri. Après la défaite de Pāri, l'endroit a été déserté vers la fin du XIIIe siècle apr. J.-C. et les gens ont émigré pour s'installer dans les régions voisines, ce qui est devenu la ville moderne de Gobichettipalayam. Pariyur a quatre temples dédiés à divers dieux, à savoir le temple Kondathu Kaliamman, le temple Amarapaneeswarar, le temple Adinarayana Perumal et le temple Angalamman.
Pari est un roi légendaire du Tamil Nadu. Tout le monde le regarde aussi parce que, tout comme Karnan, il est une personne généreuse. Les filles de Pāri étaient mariées au fils de Kāri à Manam Poondi près de Tirukkoyilur.

## Dans la culture populaire
- Velpari par S. Venkatesan[11].

## Remarques
1. ↑  Topics in South Indian history: from early times up to 1565 A.D, page 53
2. ↑  Epigraphia Indica, Volume 25, page 91
3. ↑  Traditions of Indian classical dance, page 45
4. 1 2  The Four Hundred Songs of War and Wisdom: An Anthology of Poems from Classical Tamil, the Purananuru
5. ↑  Poets of the Tamil Anthologies: Ancient Poems of Love and War, page 163
6. ↑  Poets of the Tamil Anthologies: Ancient Poems of Love and War, page 164
7. ↑  Great women of India, page 309
8. ↑  Poems of love and war: from the eight anthologies and the ten long poems of classical Tamil, page 145
9. ↑  « About Kondathu Kaliamman Temple », Government of Tamil Nadu (consulté le 23 avril 2016)
10. ↑  (en-GB) « Paari, the generous king », sur Katha Kids, 3 avril 2017 (consulté le 6 mai 2021)
11. ↑  (en) Akila Kannadasan, « In the land of the mountain king », The Hindu,‎ 2 janvier 2019 (lire en ligne, consulté le 22 février 2021)